# Jevgeni Zimin
Jevgeni Vladimirovitsj Zimin (Russisch: Евгений Владимирович Зимин) (Moskou, 6 augustus 1947 - aldaar, 28 december 2018) was een Sovjet-Russisch ijshockeyer. 
Zimin won tijdens de Olympische Winterspelen 1968 en Olympische Winterspelen 1972 de gouden medaille, de editie van 1968 gold ook als wereldkampioenschap.
Zimin werd in 1968-1969 en 1971 wereldkampioen.